# Langer Berg - Buntsandstein-Waldland um Paulinzella
Langer Berg - Buntsandstein-Waldland um Paulinzella este o arie protejată (arie de protecție specială avifaunistică — SPA) din Germania întinsă pe o suprafață de 4.300 ha, integral pe uscat.

## Localizare
Centrul sitului Langer Berg - Buntsandstein-Waldland um Paulinzella este situat la coordonatele 50°41′28″N 11°04′38″E / 50.6911°N 11.0772°E.

## Înființare
Situl Langer Berg - Buntsandstein-Waldland um Paulinzella a fost declarat arie de protecție specială avifaunistică în mai 2007 pentru a proteja 30 de specii de animale.

## Biodiversitate
Situată în ecoregiunea continentală, aria protejată nu include niciun habitat protejat.
La baza desemnării sitului se află mai multe specii protejate de  păsări (30): fluierar de munte (Actitis hypoleucos), minunița (Aegolius funereus), pescăruș albastru (Alcedo atthis), rață mică (Anas crecca crecca), fâsă de luncă (Anthus pratensis), caprimulg (Caprimulgus europaeus), Charadrius dubius curonicus, barză neagră (Ciconia nigra), mierla de apă (Cinclus cinclus), erete de stuf (Circus aeruginosus), ciocănitoarea de stejar (Dendrocopos medius), ciocănitoare neagră (Dryocopus martius), șoimul rândunelelor (Falco subbuteo), muscar negru (Ficedula hypoleuca), becațină comună (Gallinago gallinago), Gallinula chloropus chloropus, ciuvică (Glaucidium passerinum), sfrâncioc roșiatic (Lanius collurio), ciocârlie de pădure (Lullula arborea), viespar (Pernis apivorus), ciocănitoare verzuie (Picus canus), Podiceps grisegena grisegena, Podiceps nigricollis nigricollis, Rallus aquaticus aquaticus, mărăcinar (Saxicola rubetra), sitar de pădure (Scolopax rusticola), Tachybaptus ruficollis ruficollis,  cocoș de munte (Tetrao urogallus), fluierarul de zăvoi (Tringa ochropus), nagâț (Vanellus vanellus).